# Tatsuya Tanaka
Tatsuya Tanaka, född 27 november 1982 i Yamaguchi prefektur, Japan, är en japansk fotbollsspelare som sedan 2013 spelar i Albirex Niigata.